# Leikanger kyrkje

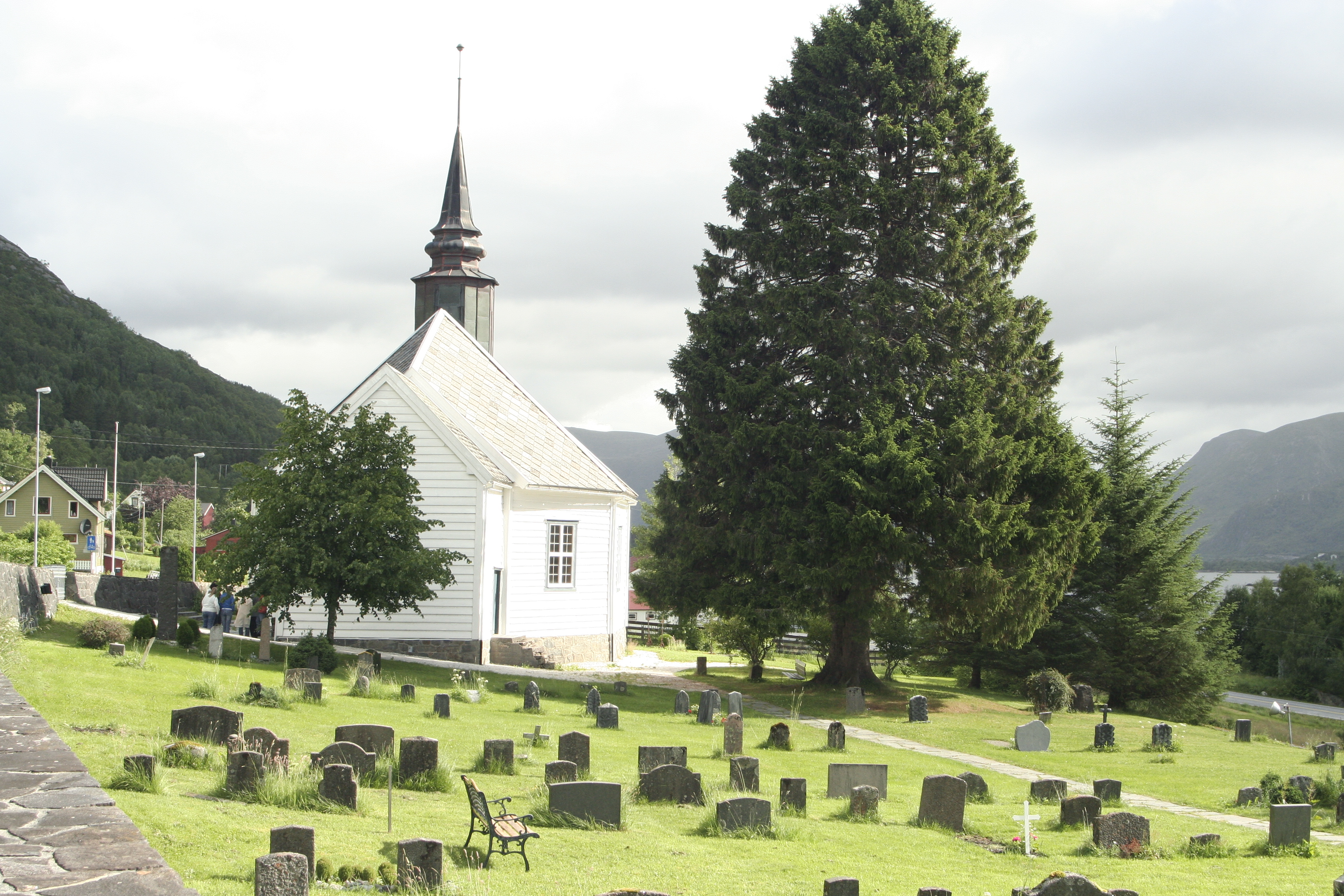
Leikanger kyrkje

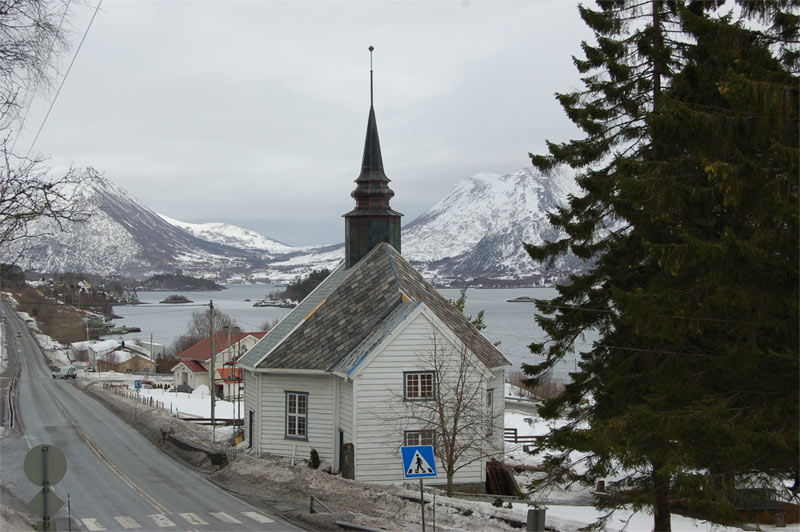
Leikanger kyrkje

Die Leikanger kyrkje ist eine Kirche in der norwegischen Gemeinde Herøy im Fylke Møre og Romsdal.

Die aus Holz gebaute Kirche hat einen achteckigen Grundriss und wurde ursprünglich im Jahr 1807 in Sjøholt in der Gemeinde Ørskog erbaut. Sie verfügt über 380 Sitzplätze.

Im Jahr 1872 wurde die Kirche abgebaut und bei Leikong auf der Insel Gurskøya in der Gemeinde Herøy neu errichtet.

Die Leikanger kyrkje gehört wie die zur gleichen Pfarrei gehörende Herøy kyrkje und Indre Herøy kyrkje zum Bistum Møre der Norwegischen Kirche.